# Tomo Podstenšek
Tomo Podstenšek, slovenski pisatelj, * 26. julij 1981, Slovenj Gradec, Slovenija.
Tomo Podstenšek piše predvsem prozo, do sedaj je objavil osem romanov in štiri zbirke kratkih zgodb. Romani Sodba v imenu ljudstva, Kar se začne z nasmehom in Površinska napetost so bili uvrščeni med deseterico, roman Papir, kamen, škarje pa med peterico nominirancev za nagrado kresnik - nagrado za najboljši slovenski roman preteklega leta. Zbirka kratkih zgodb Ribji krik je bila leta 2018 nominirana za nagrado novo mesto za najboljšo kratkoprozno knjigo leta.
Objavlja v domačih in tujih literarnih revijah, njegove zgodbe, humoreske in pravljice pa so bile večkrat nagrajene ali odkupljene na natečajih, npr. na natečaju revije Mladika, festivala Spogledi, portala AirBeletrina, revije Spirala in različnih natečajih Radia Slovenija. Več njegovih besedil je bilo predvajanih tudi v radijskih oddajah Literarni nokturno, Humoreska tega tedna in Lahko noč, otroci.

## Delo
Podstenškov prvi roman Dvigalo je sprva izhajal kot podlistek v časniku Večer, kasneje je v knjižni obliki izšel pri založbi Litera. V romanu se pet oseb ob koncu delovnega tedna znajde za dva dni ujetih v dvigalu nakupovalno-poslovnega kompleksa. Na omejenem prostoru so se ob omejenih zalogah vode prisiljeni soočiti drug z drugim in predvsem s plitkostjo ter banalnostjo lastnih življenj. Med posamezniki iz različnih socialnih slojev kmalu nastanejo konflikti, ki na metaforičnem nivoju ponazarjajo odnose v sodobni potrošniški družbi. Roman je izšel tudi v srbskem prevodu (Lift, Beograd: Izdavačka kuća Arete, 2016).
Sodba v imenu ljudstva je izrazito družbenokritičen roman, v katerem se skupina mladih, razočaranih nad stanjem v državi, pokvarjenostjo elit in nedelovanjem pravne države, odloči vzeti pravico v svoje roke. Ustanovijo tajno organizacijo, katere cilj je ustrahovati tiste na vrhu družbene piramide in jih prisiliti v družbeno boj odgovorno ravnanje. Roman se je uvrstil med deseterico nominirancev za nagrado kresnik, ki jo podeljuje časopisna hiša Delo za najboljši slovenski roman preteklega leta.
V romanu Sredi pajkove mreže se neimenovani glavni junak po vrnitvi iz zapora poskuša vključiti v normalno življenje in začeti znova. A njegova preteklost ga dohiti in ujame se v zapleten maščevalni načrt, kjer se vlogi storilca in žrtve zamenjata. Knjigo na vsebinskem in stilističnem nivoju zaznamuje opazna dvodelnost: v prvi polovici prevladujejo eksistencialistične prvine, v drugi polovici pa je najti elemente akcijskega trilerja.
Tihožitje z mrtvo babico je roman, ki obravnava družinsko tematiko prepirov glede dediščine. Napisan je iz različnih perspektiv tretjeosebnih personalnih pripovedovalcev, med katerimi so zastopani tudi pogledi nekaterih živali (podgane, mačka in psa). V romanu je precej zunaj-literarnih referenc na športne dogodke, znana umetniška dela itd. V osnovi realistična zgodba je presekana z vložki naturalističnih opisov razkrajanja babičinega trupla, ki simbolno nakazujejo razpadanje družinskih vezi in minljivosti sveta.   
Papir, kamen, škarje je eksistencialističen roman o iskanju smisla v sodobni družbi. Glavni junak Simon se nahaja na pragu krize srednjih let, nezadovoljen je sam s sabo in svetom, ki ga obdaja. Ko dobi vabilo na obletnico valete, začne pospešeno razmišljati o svoji preteklosti in iz njegovih spominov se sestavlja vzporedna zgodba o dogodku iz otroštva, ko so bili s prijatelji priče zločina, a iz strahu tega niso nikomur povedali.  
V romanu Kar se začne z nasmehom se o glavnem junaku razširijo lažne govorice, da je zadel na loteriji, kar mu prinese cel kup težav. Roman je bil nominiran za nagrado kresnik.    
Roman Površinska napetost je samo na prvi pogled ljubezenski roman, zgodba o ljubezenskem trikotniku, v katerega se je ujela glavna junakinja, pa le izhodiščni okvir za njeno samorefleksijo. V pogovoru s poštarjem, ki ga poskuša prepričati, naj ji vrne pismo, ki ga je poslala ženi svojega ljubimca, postopoma razkriva fragmente iz svojega življenja in jih poskuša sestaviti v smiselno in koherentno celoto. Roman je bil leta 2022 nominiran za nagrado kresnik.        

### Romani
- Dvigalo. Maribor: Litera, 2011. (COBISS)
- Sodba v imenu ljudstva. Maribor: Zavod Droplja, 2012. (COBISS)
- Sredi pajkove mreže. Maribor: Litera, 2014. (COBISS)
- Tihožitje z mrtvo babico. Maribor: Zavod Droplja, 2015. (COBISS)
- Papir, kamen, škarje. Maribor: Litera, 2016. (COBISS)
- Kar se začne z nasmehom. Maribor: Litera, 2020. ((COBISS))
- Površinska napetost. Maribor: Litera, 2021. ((COBISS))
- Malo drugače. Ljubljana: LUD Literatura, 2023. ((COBISS))

### Kratka proza
- Vožnja s črnim kolesom. Maribor: Zavod Droplja, 2013. (COBISS)
- Ribji krik. Ljubljana: LUD Literatura, 2017. ((COBISS))
- Zgodbe za lažji konec sveta. Dob pri Domžalah: Miš, 2021. ((COBISS))
- Sprehod z neznanko. Maribor: Litera, 2024. (COBISS)